# Сент-Фергюс – Моссморан (трубопровід для ЗВГ)
Сент-Фергюс – Моссморан (трубопровід для ЗВГ) – трубопровід в Шотландії, який транспортує зріджені вуглеводневі гази від терміналу у Сент-Фергюсі до заводу з фракціонування в (Файфі).
Видобутий на родовищах Північного моря газ по системах FLAGS та FGL надходить на береговий приймальний термінал компанії Shell у шотландському Сент-Фергюсі. Тут його розділяють на метан (котрий подається в національну газотранспортну мережу) та зріджені вуглеводневі гази. Останні з 1984 року транспортуються на завод з фракціонування у Моссморані, до якого проклали трубопровід довжиною 220 км з діаметром 500 мм, здатний перекачувати 15 тисяч тонн ЗВГ на добу (за іншими даними, потужність моссморанського заводу становить 12,5 тисячі тонн). По ньому також можуть постачатись ЗВГ, виділені на ще двох розташованих у Сент-Фергюсі приймальних терміналах, котрі обслуговують газозбірні мережі FUKA та SIRGE (первісно належав Total, а станом на другу половину 2010-х знаходиться в управлінні компанії px), а також SAGE (компанія Apache).
В Моссморані суміш ЗВГ розділяють на етан (постачається на сусідню піролізну установку компанії ExxonMobil/Shell), пропан, бутан та газовий конденсат (вивозяться через споруджений на узбережжі Ферт-оф-Форт термінал Braefoot Bay).